# 曾馨瑩
曾馨瑩（1974年11月11日—）生於臺灣南投縣，為鴻海科技集團創辦人郭台銘之第二任妻子。曾馨瑩畢業於國立臺灣藝術大學舞蹈系，精於各項舞蹈，為模特兒林志玲的舞蹈教練。2007年2月，郭台銘邀請林志玲為鴻海集團主持尾牙節目，曾馨瑩因跳探戈而相識。2008年7月23日，曾馨瑩和郭台銘訂婚，7月26日結婚；倆人育有一子二女。

## 外部連結
- 曾馨瑩的Instagram帳戶

- 盧智芳; 黃亞琪. . Cheers：快樂工作人. 2011-08  [2020-02-17]. （原始内容存档于2012-10-19）.